# RNOV Shabab Oman
RNOV Shabab Oman (z arab. Młodzież Omanu) – okręt szkolny omańskiej marynarki wojennej, drewniana trzymasztowa barkentyna o powierzchni ożaglowania 1020 m², port macierzysty Maskat. Był największym drewnianym statkiem w ciągłej eksploatacji na świecie.

## Historia i rejsy
Żaglowiec zbudowany, jako trzymasztowy szkuner topslowy w Szkocji w stoczni Herd and Mackenzie w Buckie dla Loch Eil Trust, jako Captain Scott. Konstruktorem żaglowca był Robert Clark. Na materiał użyto drewna dębowego i sosnowego z Urugwaju, maszty są ze stopów aluminium (niższe) i drzewca (wyższe). Pierwotnie pływał, jako szkoła żeglarska.
W 1977 roku żaglowiec odsprzedano sułtanowi Omanu został wtedy przemianowany na Youth of Oman i oddany w kompetencje Omańskiemu Ministerstwu Młodzieży. W 1979 r. został przekazany Marynarce Wojennej Omanu, a jego nazwę zmieniono na arabską i otrzymał numer taktyczny S-1. Od roku 1984 statek jest barkentyną. Pod banderą Omanu brał udział w wielu regatach, jest także zdobywcą prestiżowej nagrody STI Friendship Trophy.  W 1992 r. wziął udział w Regatach Gran de Colon na trasie z Sewilli (Hiszpania) do San Juan (Portoryko), wraz z innymi statkami o drewnianej konstrukcji. Na fokmaszcie podnosił 4 żagle rejowe ozdobione herbem sułtana.
Żaglowiec wielokrotnie startował w regatach The Tall Ships' Races (jest jedynym żaglowcem z krajów arabskich, który regularnie brał w nich udział) i aż sześć razy, co jest rekordem, zdobywał prestiżową nagrodę Friendship Trophy (wcześniej Cutty Sark Trophy), przyznawaną w głosowaniu przez wszystkie uczestniczące żaglowce tej załodze, która najbardziej przyczyna się do realizacji idei współpracy międzynarodowej i przyjaźni w żeglarstwie. Otrzymał ją w latach 1996 w Neapolu, 2001 w Esbjergu, 2005 w Bremerhaven, 2008 w Den Helder, 2010 w Hartlepool i 2013 w Szczecinie, kiedy to uczestniczył w regatach po raz ostatni.
W 2014 został z powodu zużycia wycofany z eksploatacji i zastąpiony przez nowo zbudowany w Holandii żaglowiec Shabab Oman II, który kontynuuje tradycje poprzednika i po raz kolejny zdobył nagrodę Friendship Trophy - w 2017 r. w Szczecinie.